# 2011-es Grand Prix Cycliste de Montréal
A 2011-es Grand Prix Cycliste de Montréal a 2010 óta megkezdett sorozatban a 2. kerékpárveseny volt, melyet 2011. szeptember 11-én rendeztek meg. A verseny része a 2011-es UCI World Tour-nak. Elsőként Rui Alberto Faria Da Costa haladt át a célvonalon, őt követte Pierrick Fedrigo és Pilippe Gilbert.

## Csapatok
A 18 World Tour csapaton kívül 4 csapat kapott szabadkártyát, így alakult ki a 22 csapatos mezőny.
ProTour csapatok:
 AG2R La Mondiale ·   Astana ·   Movistar ·   Euskaltel–Euskadi ·   Garmin–Cervelo ·   Lampre–ISD ·   Liquigas–Cannondale ·   Omega Pharma–Lotto ·   Quick Step ·   Rabobank ·   HTC-Highroad ·   Katyusa ·   BMC Racing Team ·   Saxo Bank SunGard ·   Sky Procycling ·  Team Leopard-Trek ·  Team RadioShack ·  Vacansoleil
Profi kontinentális csapatok:
 Cofidis ·   FDJ ·   SpiderTech-C10 ·   Team Europcar

## Végeredmény
|    | Versenyző                        | Csapat             | Idő                 |
| -- | -------------------------------- | ------------------ | ------------------- |
| 1  | Rui Alberto Faria Da Costa (POR) | Movistar Team      | 5:20:18             |
| 2  | Pierrick Fedrigo (FRA)           | FDJ                | 5:20:18 (+00:00:00) |
| 3  | Philippe Gilbert (BEL)           | Omega Pharma-Lotto | 5:20:20 (+00:00:02) |
| 4  | Jürgen Roelandts (BEL)           | Omega Pharma-Lotto | 5:20:20 (+00:00:02) |
| 5  | Stefan Denifl (AUT)              | Team Leopard-Trek  | 5:20:20 (+00:00:02) |
| 6  | Daniele Pietropoli (ITA)         | Lampre-ISD         | 5:20:22 (+00:00:04) |
| 7  | Marco Marcato (ITA)              | Vacansoleil        | 5:20:22 (+00:00:04) |
| 8  | Artur Vichot (FRA)               | FDJ                | 5:20:22 (+00:00:04) |
| 9  | Rinaldo Nocentini (ITA)          | AG2R La Mondiale   | 5:20:22 (+00:00:04) |
| 10 | Fabian Wegmann (GER)             | Team Leopard-Trek  | 5:20:22 (+00:00:04) |

## Külső hivatkozások
- Hivatalos honlap